# Carl Bormann
Carl Bormann (auch: Karl Bormann; vollständiger Name Karl Wilhelm Emil Bormann; Pseudonym Rütli-Name Metastasio und Metastasio * 26. Juni 1802 in Potsdam; † 31. August 1882 in Berlin) war ein deutscher Theologe und Autor.

## Leben
Carl Bormann wurde am 26. Juni 1802 als Sohn eines Premierlieutenants beim königlichen Kadettencorps in Potsdam geboren. Aufgrund einer Versetzung des Vaters nach Berlin besuchte Bormann ab 1811 das Gymnasium zum Grauen Kloster.

## Schriften (Auswahl)
- Bormann, Karl: Methodische Anweisung zum Unterricht in den deutschen Stilübungen mit besonderer Rücksicht auf die Fertigkeit im mündlichen Vortrage entworfen, und mit vielen stufenmäßig angeordneten Uebungsaufgaben ausgestattet. Ein Handbuch für Lehrer in Elementar- und Bürgerschulen. Hermann Schultze, Leipzig, 1862. 6. verm. Aufl.
- Bormann, Karl: Ueber Erziehung und Unterricht. Vorträge. Hermann Schultze, Leipzig., 1871. 3. verb. Aufl.
- Carl Bormann: August Merget, Seminar-Director in Berlin, in: Schulblatt für die Provinz Brandenburg, 42. Jahrgang (1877), Berlin: Wiegandt und Grieben, 1877, Ausgaben 9/10, S. 433–446; Digitalisat über die Bibliothek für Bildungsgeschichtliche Forschung (BBF)